# Hubert Wingelbauer
Hubert Wingelbauer (* 25. März 1915 in Wien; † 9. Dezember 1987 ebenda) war ein österreichischer General der Infanterie und der vierte Generaltruppeninspektor des Bundesheeres in der Zweiten Republik.

## Leben
Hubert Wingelbauer, Sohn eines Mittelschulprofessors, trat nach mit Auszeichnung bestandener Matura als Freiwilliger in das Bundesheer der Ersten Republik ein. Von 1934 bis 1937 absolvierte er die Theresianische Militärakademie. Am 1. April 1937 als Leutnant zum Kraftfahrjägerbataillon Nr. 1 in Neusiedl am See ausgemustert, wurde er nach dem Anschluss Österreichs im März 1938, in die Wehrmacht überstellt. Bald darauf – wie die meisten jungen Offiziere – zur Umschulung nach Deutschland versetzt, diente er beim Schützen-Regiment 12 in Meiningen. Unvermittelt traf den indessen zum Oberleutnant beförderten und zum Kompaniechef ernannten Offizier im April 1939 die Zwangsentlassung aus dem Wehrdienst. Er entsprach nämlich nicht den rassistischen Anforderungen der Nürnberger Gesetze. Wingelbauer schloss sich nach der Heimkehr der österreichischen Freiheitsbewegung an, doch wurde er bereits im Herbst 1940 zusammen mit etwa hundert Gesinnungsgenossen von der Gestapo verhaftet. 31 Monate in Gefängnissen und Lagern folgten. Im April 1943 wurde er entlassen und unter Polizeiaufsicht gestellt, im November 1944 neuerlich verhaftet und vom Volksgerichtshof zu zwei Jahren Zuchthaus verurteilt. Aus einem Arbeitslager für politisch Vorbestrafte, die am Bau des Südostwalls in der Steiermark arbeiten mussten, gelang ihm im April 1945 die Flucht. 
Schon im Mai meldete er sich bei der Staatskanzlei-Heeresamt der neuerstandenen Republik zum Dienst. Da die Alliierten diese Institution nicht duldeten, musste er in den zivilen Staatsdienst übertreten. Bald jedoch konnte er sich daran beteiligen, die Vorstufe des jetzigen Bundesheeres, die B-Gendarmerie, aufzubauen. Als Gendarmerie-Major wurde er 1954 zur „rechten Hand“ des Hofrats – und späteren Generals – Emil Liebitzky, mit dem er wesentliche Grundlagen für den späteren Heeresausbau schaffen konnte. Nach der Herstellung der vollständigen Unabhängigkeit Österreichs 1955 erfolgte der Übertritt in das neue Bundesheer. Der am 1. Januar 1957 zum Oberstleutnant beförderte Offizier wurde im September dieses Jahres zur Generalstabsausbildung an die Ecole Supérieure de Guerre in Paris kommandiert. Nach zweijährigem Studium in Frankreich folgte die Dienstleistung als Chef des Stabes der 2. Brigade in Wien. 1960 wurde er Leiter der Zentralabteilung des Generaltruppeninspektors. General Fussenegger, der damals diese Position innehatte, begegnete dem „Mann ohne Kriegserfahrung“ keineswegs vorbehaltlos. Doch seine realistischen Urteile, sein Eintreten für militärische Werte, seine Kontaktfähigkeit zur Politik und seine Art, Dinge ohne Umschweife darzustellen, beeindruckten den General.
Anfang 1966 ging er als Militärattaché nach Paris. Nach vier Attachéjahren in Frankreich war er 1969–1971 wieder in leitenden Funktionen im Bundesministerium für Landesverteidigung.  1971–1976 diente er als Verteidigungsattache in Großbritannien. Am 1. Juli 1976 wurde er zum Leiter der Sektion III des Verteidigungsministeriums ernannt und zum General der Infanterie befördert. Als mit 1. Januar 1978 das Armeekommando in das Ministerium integriert werden sollte, wurde Wingelbauer zum Generaltruppeninspektor ernannt. Mit der neuen Struktur des Generaltruppeninspektorats mit zwei Generalstabsgruppen für Planung und Operation legte er einen der Grundsteine für die künftige Entwicklung des Generaltruppeninspektors zum Generalstabschef. Mit seiner Erfahrung als Verteidigungsattaché in zwei wichtigen Hauptstädten hat er Anregungen gegeben, die für die spätere internationale Orientierung des Heeres nicht unwichtig waren.
Am 31. Dezember 1980 in den Ruhestand versetzt, erlag er sieben Jahre später einer schweren Krankheit. Er wurde am Hernalser Friedhof bestattet.